# Rena myopica
Espèce
Synonymes
- Stenostoma myopicum Garman, 1884
- Leptotyphlops myopicus Garman, 1884

Statut de conservation UICN

 LC  : Préoccupation mineure
Rena myopica est une espèce de serpents de la famille des Leptotyphlopidae.

## Répartition
Cette espèce est endémique du Mexique. Elle se rencontre au Tamaulipas, au Nuevo León, au Veracruz, au San Luis Potosí et au Puebla.

## Taxinomie
La sous-espèce Rena myopica iversoni a été élevée au rang d'espèce.

## Publication originale
- Garman, 1884 "1883" : The reptiles and batrachians of North America. Memoirs of the Museum of Comparative Zoology, Cambridge (Massachusetts), vol. 8, no 3, p. 1-185 (texte intégral).